# The Legend of Zelda: The Minish Cap
The Legend of Zelda: The Minish Cap (ゼルダの伝説 ふしぎのぼうし?, Zeruda no Densetsu: Fushigi no Bōshi, lett. "La Leggenda di Zelda: Il Cappello [dei] Minish") è l'undicesimo videogioco della serie The Legend of Zelda, pubblicato da Capcom, con Nintendo. È uscito per Game Boy Advance il 4 novembre 2004 in Giappone, il 12 novembre 2004 in Europa, il 10 gennaio 2005 nel Nord America e 7 aprile 2005 in Australia.
Il 16 dicembre 2011 il gioco è nuovamente uscito per il Programma Fedeltà di Nintendo sul Nintendo eShop del Nintendo 3DS.
È il terzo gioco di Zelda che coinvolge la leggenda della Quadrispada, espandendo la storia di Four Swords e Four Swords Adventures. Un cappello parlante magico di nome Ezlo può ridurre Link, il protagonista della serie, alle dimensioni di un Minish, una razza di minuscoli gnomi che risiede a Hyrule.
Il gioco è stato generalmente ben accolto dalla critica. È stato nominato il 20º miglior gioco per Game Boy Advance da IGN ed è stato selezionato come Gioco dell'anno 2005 per Game Boy Advance da GameSpot.

## Trama

### Collocazione
All'interno della cronologia di Zelda, Minish Cap si svolge prima della "divisione della timeline" che si verifica in Ocarina of Time. Gli eventi del gioco avvengono dopo Skyward Sword e prima di Four Swords, rendendola la seconda storia nella cronologia. Come prequel di Four Swords, la trama di The Minish Cap ruota attorno alla nascita della Quadrispada e a Vaati, che sarà poi l'antagonista di Four Swords e Four Sword Adventure.

### Storia
A Hyrule si festeggia ogni anno una festa dedicata ai Minish, piccole creature simili a gnomi, che si narra avessero aiutato un giovane a scacciare il male tramite la loro spada cento anni prima degli eventi del gioco.
Tra gli eventi di questa festa dedicata ai Minish, che secondo la leggenda, appaiono una volta ogni cento anni, quando si apre il collegamento tra il loro mondo e quello umano e che solo i bambini possono vedere, c'è un torneo in cui il vincitore può toccare la Spada Minish, conficcata in quello che sembra il baule che contiene gli spiriti dei mostri sconfitti con la spada. Il vincitore è Vaati, che sperava di trovare la Forza di cui parlava la leggenda nel baule, spacca la Spada Minish con la sua magia, liberando i mostri.
Vaati si accorge che la Forza non risiede lì, così, con i suoi poteri, pietrifica la Principessa Zelda, e il suo amico d'infanzia, Link, il nipote del fabbro Smith, nel tentativo di usare lo scudo che la principessa aveva vinto a una lotteria e dato a lui, sviene nel tentativo di proteggerla, così Vaati scappa per andare alla ricerca della mistica Forza per diventare il re del regno di Hyrule.
Dopo essersi risvegliato, Link raggiunge il nonno e Re Dartas, il padre di Zelda, che lo manda a cercare i Minish: data la sua età, solo lui li può vedere, così parte con una spada forgiata da suo nonno. Link, dunque, va nella Foresta Minish, e incontra Egeyo, un Minish trasformato in cappello che deciderà di accompagnarlo. Parlando con i Minish, i due scoprono che per spezzare la maledizione e liberare Zelda, la Spada Minish dovrà essere infusa con gli Elementi Zolla, Fiamma, Goccia e Soffio, dei cristalli infusi del potere degli elementi Terra, Fuoco, Acqua e Aria, e al Monte Fez, la spada viene aggiustata e rinasce come la Spada Nobile, nella quale Link infonde il potere dei primi due elementi nel Santuario, visibile solo ai bambini, e scopre che essa può duplicarlo.
Egeyo, nel corso della storia, rivelerà a Link che lui e Vaati erano dei Minish, e Vaati era il suo apprendista. Egeyo inventò un cappello dai poteri magici capace di esaudire i desideri di chi lo indossa, e Vaati, corrotto dalla follia e l'odio degli uomini, lo indossò senza il permesso del suo maestro, usando i suoi poteri per trasformarlo in un copricapo parlante, che però è capace di rimpicciolire chi lo indossa purché sia su un determinato piedistallo, che permetterà a Link di rimpicciolirsi in modo da poter esplorare il magico mondo dei Minish.
Nel frattempo, Vaati, si impossessa del corpo del Re di Hyrule, in modo da cercare la mistica Forza con maggiore facilità con l'aiuto dei soldati del regno.
Dopo tante avventure e peripezie, Link riesce a trovare tutti gli elementi e la sua spada diventa così la Sacra Quadrispada, che gli dà il potere di quadruplicarsi, e così, scopre che la Forza, per qualche motivo, si trova nel cuore della Principessa Zelda.
Vaati, che controllava tutte le mosse di Link tramite i suoi poteri, scopre dunque anche lui dove alberga la Forza, così si impadronisce del castello di Hyrule e trasforma tutti in pietra, perfino il re di cui aveva assunto le sembianze, e attacca Link, facendogli perdere i sensi. Ripresosi dallo stordimento, il bambino scopre che Vaati è riuscito a diventare il Re di Hyrule, facendo diventare il regno un posto in cui albergano solo tenebre. Link fa tornare normali tutte le persone trasformate in pietra, e raggiunto Vaati, scopre che egli stava approntando un rito per prelevare completamente la Forza da Zelda con tre rintocchi, processo che l'avrebbe uccisa, in modo da diventare il potente Re di una Hyrule dominata dall'oscurità.
Link riesce ad interrompere la cerimonia giusto prima dell'ultimo rintocco e affronta Vaati, che ha assorbito una parte della Forza e diventando uno stregone e poi un gigantesco pipistrello monoculare. Il bambino riesce a sconfiggerlo e sigillarlo nella Quadrispada, e libera la principessa Zelda. Il castello e Hyrule tornano quelli di un tempo dopo che Zelda esprime un desiderio con il cappello magico.
Il gioco si conclude con Egeyo che ritorna nel suo mondo di origine dopo aver ripreso le sue sembianze originali e aver donato a Link un cappello verde come ricordo dell'avventura appena conclusa.

## Modalità di gioco
The Legend of Zelda: The Minish Cap mantiene le caratteristiche generali dei giochi della serie. Il protagonista, Link, deve viaggiare in diversi dungeon per ottenere un oggetto o un potenziamento alla fine di ogni dungeon, che è fondamentale per proseguire nell'avventura. La meccanica principale del gioco è la capacità di rimpicciolirsi: salendo su ceppi o piattaforme particolari, Link potrà diventare delle dimensioni dei Minish e tornare normale con la magia di Egeyo. Altra meccanica è la capacità di creare copie temporanee con la spada, da due a quattro in base ai progressi, e sarà necessario per risolvere enigmi.  Il gioco include anche più "missioni secondarie", attività opzionali che non fanno parte della missione principale ma permettono di ottenere ricompense che sono vantaggiose per il giocatore.

### Frammenti di gioia

Schermata di gioco: se Link è in possesso di un Frammento di gioia complementare a quella della ragazza incontrata, può far avvenire qualcosa da qualche parte del mondo di gioco.

I Frammenti di gioia sono oggetti speciali che Link può trovare durante l'avventura. Se il giocatore riesce a trovare un personaggio o un oggetto con un altro Frammento di gioia (indicato da una bolla di pensiero sopra la testa), può provare a fondere il proprio Frammento di gioia con uno dei propri per creare una corrispondenza. Se i due pezzi sono complementari e formano un'unica sagoma circolare, il mondo di gioco verrà modificato, rendendo possibile recuperare alcuni tesori, accedere ad aree segrete o far avvenire determinati eventi. Sebbene la maggior parte di queste fusioni siano opzionali, alcune, come quelle che utilizzano Frammenti di gioia dorati, sono necessarie per far avanzare la storia.

## Sviluppo
Dopo che Capcom e la sua sussidiaria Flagship avevano terminato di sviluppare Oracle of Seasons e Oracle of Ages per Game Boy Color, iniziarono a lavorare su un nuovo gioco di Zelda per Game Boy Advance. I lavori sul titolo furono sospesi per consentire alle squadre di concentrarsi su Four Swords, ma nel febbraio 2003 Shigeru Miyamoto ed Eiji Aonuma annunciarono che lo sviluppo di quello che in seguito sarebbe stato chiamato The Minish Cap era "ben avviato". Nel settembre 2004 venne creato un sito web dalla casa di produzione che mostrava la capacità di rimpicciolimento di Link. Il gioco aveva uno stile artistico da cartone animato simile a The Wind Waker, in quanto ha un'ambientazione da favola simile a detto gioco, all'interno del "mondo delle fate piccole". È stato fatto uno sforzo per fare in modo che Hyrule Town, il fulcro centrale della città apparisse come una città vera e propria. Questo, combinato con la capacità di Link di rimpicciolirsi, avrebbe trasformato la città stessa in una sorta di prigione per il giocatore. Secondo quanto riferito, Aonuma rimase impressionato da ciò che il team di sviluppo era stato in grado di ottenere con Hyrule Town, in particolare date le restrizioni di un gioco 2D, commentando che superava persino Cronopoli di Majora's Mask. La Giara magica del gioco è stata ispirata da una zucca che può aspirare qualsiasi cosa dal romanzo Il viaggio in Occidente. Molti altri aspetti del gameplay sono stati ispirati o presi direttamente da Four Swords e Four Swords Adventure.
Il gioco è stato rilasciato nei territori europei prima del Nord America. Il motivo principale è stato il Nintendo DS: con il lancio europeo del DS previsto per la primavera del 2005, Nintendo of Europe ha spinto a fare di Minish Cap la sua "killer app" natalizia portatile. Al contrario, Nintendo of America ha trattenuto la sua uscita per non "cannibalizzare" il mercato DS. Il gioco è incluso nell'elenco dei giochi per Game Boy Advance che è ora disponibile per il download per la Virtual Console di Nintendo 3DS.
In Europa, il gioco era disponibile come gioco in pacchetto autonomo o come parte di un pacchetto speciale, che includeva uno dei soli 25 000 Game Boy Advance SP in edizione limitata a tema Zelda. Il Triforce SP è di colore oro opaco, con il logo della Triforza impresso sul coperchio e lo stemma della famiglia reale Hyrule stampato sul lato inferiore destro. Come promozione di lancio, Nintendo Europe ha anche prodotto sette console Game Boy Advance SP placcate in oro 24 carati, con sei regalate a persone che hanno trovato un biglietto d'oro all'interno del loro pacchetto Triforce SP e una settima come promozione per una rivista. Trenta sono stati autografati dallo stesso Miyamoto all'inaugurazione del Nintendo World Store di New York.

## Accoglienza
| Testata                           | Giudizio |
| --------------------------------- | -------- |
| GameRankings (media al 11-1-2009) | 90%      |
| Metacritic (media al 6-3-2021)    | 89/100   |
| 1UP.com                           | A        |
| AllGame                           | 4,5/5    |
| Edge                              | 8/10     |
| Electronic Gaming Monthly         | A+       |
| Game Informer                     | 9,5/10   |
| GamePro                           | 4,6/5    |
| GameSpot                          | 9,1/10   |
| IGN                               | 9/10     |
| Nintendo Life                     | 9/10     |
| X-Play                            | 5/5      |

The Minish Cap è stato il gioco più venduto nella sua settimana di debutto in Giappone, totalizzando 97 000 copie. È diventato il 62° gioco più venduto del 2004 con 196 477 copie e ha raggiunto 350 000 copie complessive nel paese. In Nord America, il gioco ha venduto 217 000 copie nel suo mese di debutto di gennaio 2005, risultando il quarto gioco più venduto del mese. È rimasto tra i cinque giochi più venduti a febbraio e marzo e ha chiuso l'anno come il settimo gioco più venduto del 2005. A marzo 2005, il gioco aveva già venduto 1 milione di unità in tutto il mondo. Nei soli Stati Uniti, The Minish Cap ha venduto 680 000 copie e guadagnato 21 milioni di dollari entro agosto 2006. Durante il periodo tra gennaio 2000 e agosto 2006, è stato il 37° gioco più venduto per Game Boy Advance, Nintendo DS o PlayStation Portable in quel Paese.
Il gioco ha ricevuto il plauso della critica. IGN e GameSpot hanno elogiato The Minish Cap per aver proseguito l'eredità della serie di successo. Lo stile grafico, che richiama quello di Wind Waker, è stato accolto favorevolmente dalla maggior parte dei revisori. La musica del gioco è stata lodata dalla maggior parte dei siti; GameSpy ha dichiarato che "Anche la musica è eccezionale, con alcuni dei brani di più alta qualità mai usciti dai piccoli altoparlanti del GBA". Nonostante le critiche sulla lunghezza dei dungeon, 1UP.com ha elogiato il loro design, proclamandolo superiore a quello di altri giochi della serie.
La principale critica al gioco tra i revisori è la sua scarsa longevità. Ci sono anche varie altre critiche da parte dei revisori: IGN ha definito eccessivamente ripetitivo il sistema delle Kinstone, Nintendo World Report ha trovato poco soddisfacente la grafica del gioco su Game Boy Player e RPGamer ha considerato il gioco eccessivamente semplice. Nonostante questo, Craig Harris di IGN ha apprezzato il modo in cui la capacità di rimpicciolirsi fosse stata incorporata per creare nuovi enigmi, dichiarando inoltre che "è un'idea così ben concepita che mi piacerebbe vederla all'opera nei progetti 3D della serie".
The Minish Cap ha vinto il "Miglior gioco per Game Boy Advance del 2005" di GameSpot. Nel marzo 2007, il gioco è stato classificato come il 20° miglior gioco per Game Boy Advance da IGN. Nel riconoscimento, IGN ha commentato che "L'inclusione della capacità di rimpicciolirsi e crescere è stata esplorata per ottenere risultati davvero buoni". Il gioco si è classificato al 47º posto nella lista dei "100 migliori giochi Nintendo" di Official Nintendo Magazine.